# Séguret
Séguret är en kommun i departementet Vaucluse i regionen Provence-Alpes-Côte d'Azur i sydöstra Frankrike. Kommunen ligger i kantonen Vaison-la-Romaine som tillhör arrondissementet Carpentras. År 2022 hade Séguret 773 invånare.

## Befolkningsutveckling
Antalet invånare i kommunen Séguret
| Referens: INSEE |